# 查爾斯頓公園 (佛羅里達州)
查爾斯頓公園（英語：Charleston）是位於美國佛羅里達州李縣的一個人口普查指定地區。

## 地理
查爾斯頓公園的座標為26°42′19″N 81°34′54″W / 26.70528°N 81.58167°W，而該地最高點為海拔高度4米（即13英尺）。

## 人口
根據2010年美國人口普查的數據，查爾斯頓公園的面積為0.30平方千米，當中陸地面積為0.30平方千米，而水域面積為0.00平方千米。當地共有人口411人，而人口密度為每平方千米1,370人。